# Überhälter

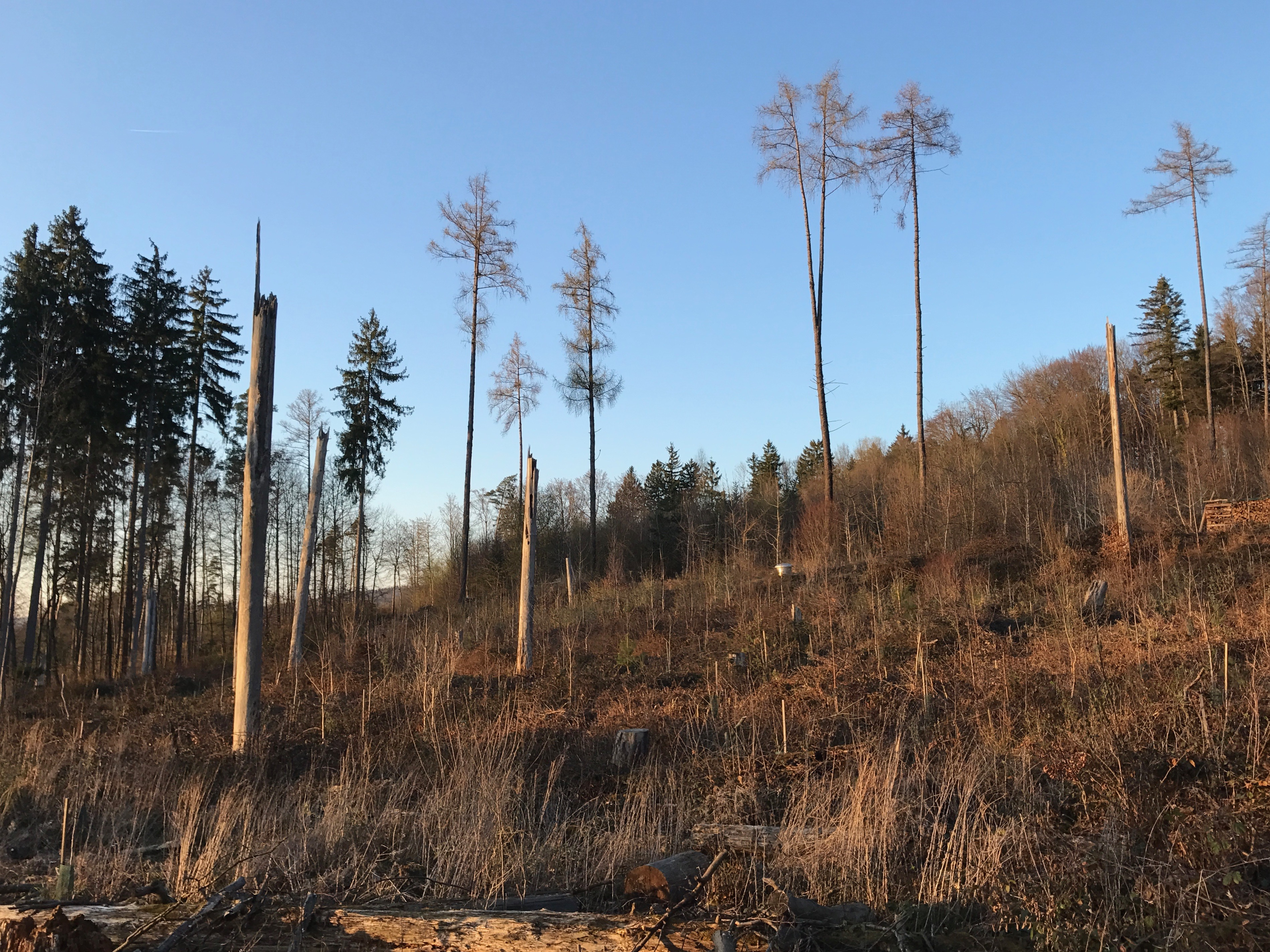
Überhälter in Zollikon bei Zürich

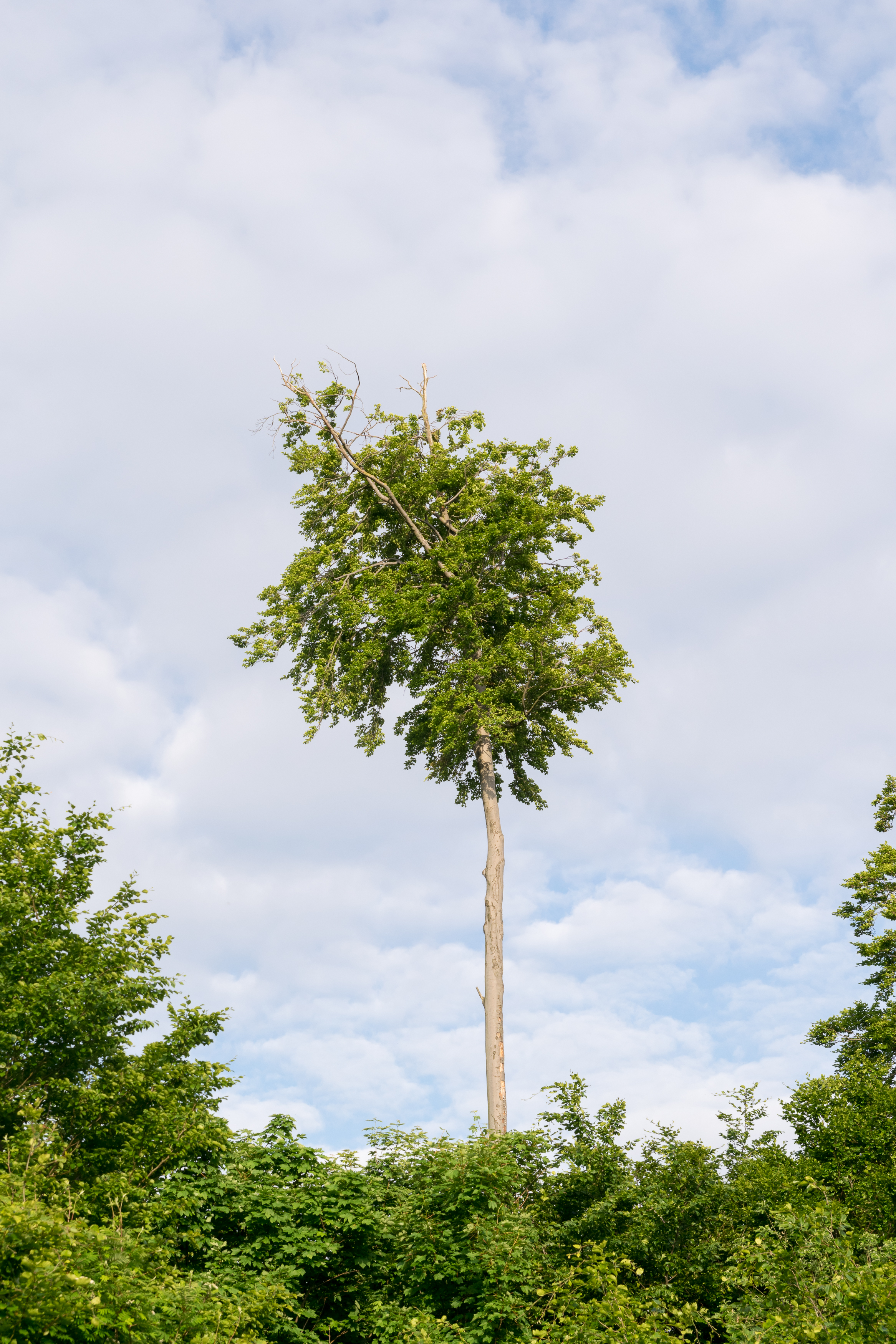
Überhälter im Naturschutzgebiet Horn-Bad Meinberg, Buchenwald bei Bellenberg

Überhälter, auch Überständer oder Oberständer sowie (veraltet) Ausständer, Standbäume, Scheerbäume, Waldrechter oder Lassreitel, Laßreidel, Hegreiser genannt, sind in der Forstwirtschaft einzeln stehende Bäume oder Baumgruppen, die nach Abschluss der Verjüngung, nach Waldarbeiten, nach dem Abtrieb oder während des Umtriebs eines Waldbestands im Mittel- oder Hochwald belassen werden und der Stark- bzw. Wertholzzucht (2. Umtriebszeit), der Naturverjüngung, der Biodiversität und dem Landschaftsbild dienen.
Ebenfalls werden bisweilen bei Schadereignissen (Waldbrand, Sturm etc.) übrig gebliebene Bäume in Naturwäldern und bei historischen Waldbewirtschaftungsformen (Hutewald, Köhlerwald etc.) bewusst stehengelassene Mastbäume von einigen Autoren als Überhälter bezeichnet, da ein spezieller Begriff für solche zufällig übrig gebliebene Restbestockung im deutschen Sprachraum nicht vorkommt.

## Beschreibung
Ein Abtrieb ist die Fällung aller Bäume eines Waldes oder Waldteils, so dass ein Kahlschlag übrig bleibt. Davon unterschieden wird der Schirmschlagbetrieb: hier erfolgt ein forstlicher Verjüngungsbetrieb, bei dem die Holznachzucht unter dem Schirme eines gelichteten Holzbestandes erfolgt. Wobei auch hier mit Überhältern gearbeitet werden kann wie auch beim Femelschlag.
Diese Überhälter, Bäume, Altstämme, werden beim Schlagen eines hiebsreifen Mittel- oder Hochwalds belassen und erst nach einer weiteren Umtriebszeit genutzt. Es sind dies Bäume, deren wirtschaftliches Haubarkeitsalter dasjenige des Unterstands um mindestens das doppelte oder mehr übersteigt. Die so von Bedrängern freigestellten Bäume können weiter zuwachsen, um an Wert zu gewinnen und so Nutzholz zu liefern. Sie bleiben also auf Verjüngungsflächen im Wald stehen.
Diese meist größeren und älteren Bäume des Altholzes dienen auch als Samenträger und Bauholz sowie als Schutz, Bodenschutz vor Wind- und Sonneneinfluss (Schattenbaum), ein Schirm für das nachwachsende Jungholz, den Jungwuchs.
Die Bäume bleiben auch als landschaftplegerischen Aspekten stehen. Es kann jedoch durch Wurzelkonkurrenz die Verjüngung leiden.
In Mitteleuropa ist der Einzelbaumüberhalt bei den Baumarten Waldkiefer und Lärche üblich. Seltener kommt der gruppenweise Überhalt von Eichen vor. Hierbei werden im Hochwald gezielt bestimmte Bäume von der Nutzung ausgenommen. Praktischerweise können das heutzutage auch zufällig betroffene Bäume sein, etwa solche mit Kronenbruch. Klassisch sind es jedoch Bäume mit entweder großer Krone (Samenbaum) oder besonders guter Holzqualität (Wertholzerwartung).
Man spricht auch von einem Überhaltsbetrieb wenn ein forstlicher Betrieb überwiegend mit dieser Verjüngungsform arbeitet. Bei einer Mittelwald-Kultur wird ebenfalls nach diesem Prinzip gearbeitet. Im Mittelwald enthalten die Überhälter auch viel Totholz, das ist für das Vorkommen vieler seltener Totholzbewohner wichtig.
Auch bei Baumhecken oder Baum-Strauchhecken wie z. B. Wallhecken (Knick) bleiben Überhälter beim „Auf-den-Stock-setzen“, Knicken (hier wird auf eine Seite umgeknickt; „Hedge Laying“) oder beim Plentern (Auslichtung; nur größere Bäume werden entnommen) stehen. Der Abstand in Wallhecken ist etwa 20 bis 50 Meter. In Hecken werden sie auch gezielt gepflanzt und als Nistplatz oder von Raubvögeln als Aussichts- und Spähwarte genutzt.
In waldarmen Gegenden Norddeutschlands wurden die Überhälter im Knick speziell zum Schneiden von Bauholz für lange Ständer von Fachwerkhäusern (Hallenhäusern) genutzt.
Besondere Formen der Überhälter sind Obst- und Kopfbäume oder Hutebäume.

## Begriffsherkunft
Die Begriff „Überhalter“ ist aus Überhaltung, Überhaft, abgeleitet, also von übriglassen, stehenlassen. Die Herkunft der alten Bezeichnung „Waldrechter“ ist nicht ganz klar. Sie kommt wohl daher, dass ein Miteigentümer eines Waldstücks einen Baum erhielt, den er stehenlassen oder abhauen konnte, auch Brandbäume. Etwas ungenau ist „Überständer“, von überständig, zu nicht mehr brauchbar, rückständig bis abständig also absterbend, überalterter, nicht mehr wachsender Baum. Der Begriff „Oberständer“ leitet sich von Oberstand, Oberholz (Baumholz) oder oberständig her.

## Sonstige Bezeichnung
In neuerer Literatur werden manchmal auch überstehende Urwaldbäume, sogenannte „Urwaldriesen“ oder „Emergenten“, in der obersten Kronenschicht  im tropischen Regenwald, mit seinem stockwerkartigen Aufbau, als Überständer bezeichnet.